# Charlotte Towle
Charlotte Towle (* 1896 in Butte, Montana; † 1. Oktober 1966) war eine US-amerikanische Sozialarbeiterin und Hochschullehrerin.

## Leben
Towle wuchs in Butte, Montana, auf. 1919 schloss sie am Goucher College einen Bachelor of Arts in Pädagogik ab. Anschließend arbeitete sie beim Amerikanischen Roten Kreuz und interessierte sich zunehmend für Soziale Arbeit. Mit der finanziellen Unterstützung eines Commonwealth-Stipendiums besuchte sie die New York School of Social Work (heute: Columbia University School of Social Work) und schloss das Studium dort 1926 mit einem Abschluss in Psychiatric Social Work ab.
Towle arbeitete zwei Jahre lang (1926–1928) als Direktorin im Kinderhilfswerk in Philadelphia. Von 1928 to 1932 supervidierte sie Casework und studierte weiter Psychiatric Social Work am Institute for Child Guidance in New York. Das Institut, gegründet vom Commonwealth Fund als Modellklinik, war führend in der Theorie und Praxis der Psychiatric Social Work. Towle diente als Supervisorin für die Praxisphasen der Studierenden aus New York und dem Smith College schools of social work.
1932 wurde Towle auf eine volle Fakultätsstelle an die School of Social Service Administration der University of Chicago berufen.
1945 wurde ihre bekannteste Arbeit, Common Human Needs, von der Federal Security Agency veröffentlicht. Einige Jahre später wurde es in die „Common Human Needs Affair“ verwickelt. Im Buch hatte Towle das Wort „socialized“ verwandt, mit dem sie sich auf Sozialisierung und nicht Sozialismus bezog. Im Kontext der Roten Angst der 1950er wurde dies missverstanden. Der Vorstand der American Medical Association (AMA) nannte das Buch „bösartig und maliziös unamerikanisch“. Das war veröffentlicht von einer Behörde, die nun das Department of Health and Human Services ist. Die AMA war besorgt, dass die Behörde auf dem Weg zu einer allgemeinen Gesundheitsfürsorge war, was die AMA überhaupt nicht wollte. Sie erklärte das Buch zur “sozialistischen Propaganda”; dies fügte sich in eine größere Kampagne, in der sie alle öffentliche Unterstützung als „Sozialismus“ anprangerte, um allgemeine Gesundheitsfürsorge zu verhindern. Das Buch und seine Druckplatten wurden vernichtet. Sozialarbeiter hingegen sahen den großen Wert des Buchen, so dass der größte Berufsverband das Buch erneut verlegte.
1953–54 unterrichtete sie unter anderen die niederländische UN-Stipendiatin Cora Baltussen (1912–2005), die in den Niederlanden später als Sozialarbeiterin, Supervisorin aber auch durch ihren Einsatz für die Driel-Polen bekannt wurde. Baltussen transportierte Towles Konzepte in die niederländische und deutsche Soziale Arbeit.

## Werke
- Discussion of Miss Hall's Paper on »Changing Concepts in Visiting Teacher Work« (1936). In: Fern Lowry (Hg.): Readings in social case work, 1920–1938. Selected reprints for the case work practitioner. New York: Columbia University Press (New York school of social work. Publications) 1939, S. 521–526.
- Factors in Treatment (1936). In: Fern Lowry (Hg.): Readings in social case work, 1920–1938. Selected reprints for the case work practitioner. New York: Columbia University Press (New York school of social work. Publications) 1939, S. 319–330.
- Common Human Needs. An Interpretation for Staff in Public Assistance Agencies: Federal Security Agency. Social Security Board (Public Assistance Report, 8) 1945.
- The Classroom Teacher as Practitioner. In: Social Service Review 22 (=1948) (3), S. 312–323.
- The emotional element in learning in education for social work: delivered at the twenty-ninth annual meeting, American Association of Schools of Social Work, January 1948 (now the Council on Social Work Education), New York: Council on Social Work Education, [1948?]
- Common Human Needs, Washington, DC: National Association of Social Workers, 1952. Revised edition 1987, National Association of Social Workers (NASW), ISBN 978-0-87101-154-1
- Selection and Arrangement of Case Material for Orderly Progression in Learning. In: Social Service Review 27 (=1953) (1), S. 27–54.
- The learner in education for the professions: as seen in education for social work., University of Chicago Press, 1954
- Die emotionalen Grundbedürfnisse von Kindern und Erwachsenen in ihrer Bedeutung für die soziale Arbeit. Bonn: Arbeiterwohlfahrt Hauptausschuss e.V. 1956. (2. überarbeitete Auflage 1966)
- The Case Method in Teaching Social Work. Proceedings. New York 1957.
- Some reflections on social work education. London, Family Welfare Association [1957?]
- The Role of Supervision in the Union of Cause and Function. In: Social Service Review 36 (=1962) (12), S. 396–406.
- The Place of Help in Supervision. In: Social Service Review 38 (=1963) (12), S. 403–415.
- Der Beitrag der Ausbildung in den Methoden der Sozialarbeit für die Praxis. In: Dora von Caemmerer (Hg.): Praxisberatung (Supervision). Ein Quellenband. Unter Mitarbeit von Marianne Fiedler, Renate Strömbach und Annedore Schultze. Freiburg im Breisgau: Lambertus 1970, S. 47–63.
- Die charakteristischen Merkmale der Sozialarbeiterausbildung. In: Dora von Caemmerer (Hg.): Praxisberatung (Supervision). Ein Quellenband. Unter Mitarbeit von Marianne Fiedler, Renate Strömbach und Annedore Schultze. Freiburg im Breisgau: Lambertus 1970, S. 22–46.
- Helping: Charlotte Towle on social work and social casework., Ann Arbor, MI : University Microfilms International, 1986.

Ihr Nachlass, bestehend aus 26 Kisten, ist in der University of Chicago Library archiviert.
Einige ihrer Arbeiten wurden übersetzt und in Deutsch, Französisch, Japanisch, Spanisch und Niederländisch veröffentlicht:
- Algemeen menselijke noden: begrippen van dynamische psychologie, toegepast op maatschappelijk werk, Roermond [etc.]: Romen & Zonen, 1955.
- Die emotionalen Grundbedürfnisse von Kindern und Erwachsenen. 1956
- Comprendre les besoins humains: les grandes tâches de l'attention à autrui. Paris: Éditions du Centurion, 1967.
- El trabajo social y las necesidades humanas básicas, La Prensa Médica Mexicana, 1968
- Theorieen over social casework, Deventer: Van Loghum Slaterus, 1975